# محافظة سارابوري
محافظة سارابوري (بالتايلندية: สระบุรี)‏ و(بالإنجليزية: Saraburi)‏ هيَ واحدة من محافظات تايلاند الخمس والسبعين، تجاور محافظات لوبوري وناخون راتشاسيما وباثوم ثاني وأيوتثايا.

## الجغرافيا
تقع المحافظة على الجانب الشرقي من نهر تشاو فرايا ويغطي الجزء الشرقي من المحافظة السهول والهضاب المرتفعة والجزء الغربي سهول منبسطة ومنخفضة في معظمها توجد في سارابوري حديقة نام توك تشيت ساو نوي وتحتوي الحديقة على شلال ومناظر طبيعة خلابة وتقدر مساحتها بحوالي 28 كيلومتر مربع، والحديقة الأخرى تسمى فري فيتشوبا وهي مكونة من غابات ومناظر جبلية وعدة انهار وشلالات واعلى ارتفاع فيها حوالي 329 متر فوق سطح البحر ومساحتها 44,57 كيلومتر مربع ويرجع تاريخ انشائها الى 1981، تبعد بوابة المدينة ما يقارب 108 كم عن العاصمة بانكوك وتبلغ مساحتها 3,576.5 كم².

## التاريخ
تعتبر سارابوري بلدة هامة منذ العصور القديمة ويعتقد أنه تم بناؤها في 1548 في عهد مملكة أيوتايا وكان الغرض من البناء كمركز لتجنيد الجنود.

## التقسيمات الادارية
تنقسم المحافظة الى 13 مقاطعة و 111 بلدية و 965 قرية.
| المقاطعة       | المركز | المساحة | السكان (إحصاء) | التقسيمات |
| -------------- | ------ | ------- | -------------- | --------- |
| موانج سارابوري |        |         |                |           |
| كاينغ خوي      |        |         |                |           |
| نونغ كي        |        |         |                |           |
| واهان داينج    |        |         |                |           |
| نونغ سيانج     |        |         |                |           |
| بان مو         |        |         |                |           |
| دون فيت        |        |         |                |           |
| نونغ دون       |        |         |                |           |
| فري فوتثابات   |        |         |                |           |
| ساو هاي        |        |         |                |           |
| ماياك ليك      |        |         |                |           |
| وانغ ميانغ     |        |         |                |           |
| شالوم فري كيات |        |         |                |           |